# João Lúcio

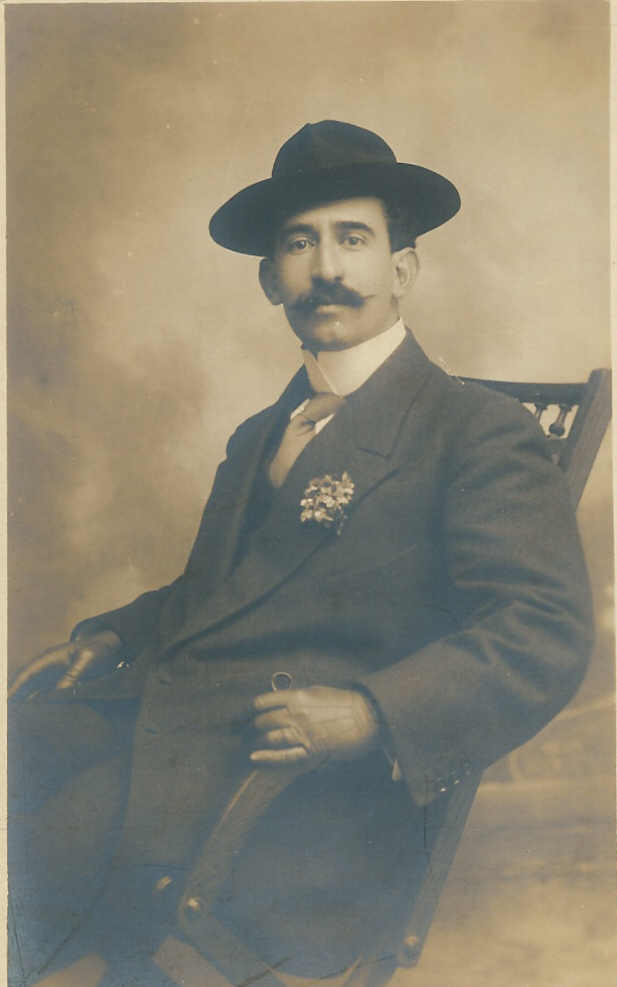
João Lúcio

João Lúcio Pousão Pereira (* 4. Juli 1880 in Olhão, Algarve; † 27. Oktober 1918 ebenda) war ein portugiesischer Dichter und Politiker, einer der Heimatdichter der Algarve.

## Leben
João Lúcio, Neffe des Malers Henrique Pousão, wurde in eine Großgrundbesitzerfamilie bzw. Großbauernfamilie geboren. Als Kind besuchte er ein Gymnasium in Faro, schon mit 12 Jahren veröffentlichte er sein erstes Gedicht in der Zeitung O Olharense. Es folgte ein Studium der Rechtswissenschaften in Coimbra, das er 1902 mit Examen und Zulassung zum Anwalt abschloss. Bis zu seinem Tod war er als geachteter Anwalt in seiner Heimatstadt tätig. Zu seinen Mitstudenten gehörten so bekannte Namen wie Teixeira de Pascoaes, Augusto Gil oder Afonso Lopes Vieira. Er begründete die Studentenzeitschrift Ecos de Academia in Coimbra, 1899 die Zeitschrift O Reino de Algarve. 
Politisch war er glühender Monarchist und befreundet mit dem Politiker und späteren Ministerpräsidenten João Franco. 1906 wurde er für ein Jahr ins portugiesische Parlament, den Cortes gewählt. Auch war er der offizielle Pressesprecher des Ministerpräsidenten. Später war er für einige Monate Bürgermeister der Stadt Olhão. In dieser Eigenschaft versuchte er die Lebensbedingungen vor allem der einfachen Bürger im Sozialwesen, Erziehungs-, Gesundheits- und Kulturwesen zu verbessern.
Als Dichter war ihm die Algarve vor allem die wichtigste Thematik, daher wird er manchmal der „Nationaldichter der Algarve“ genannt, richtigerweise ist er einer der wichtigsten Heimatdichter dieser Region neben António Aleixo. In seinen Versen besang er vor allem das Licht, das Meer, die Erde und die Algarve allgemein und ließ sich dabei oftmals zu hymnisch-pathetischen Gesängen hinreißen. Sein Werk steht zwischen Neogarrettismo und Neorealismus und ist im Grunde keiner eindeutigen Gattung zuzuordnen. Später entstanden nach einer Italienreise Bücher über die Reiseerlebnisse. Für das legendäre Magazin „A Aguia“ steuerte er ein Gedicht bei. 

## Chalet und Tod
Ein schwerer Schicksalsschlag veränderte das Leben des Dichters nachhaltig: Sein einziger und über alles geliebter Sohn fiel – wegen einer Unachtsamkeit der Großmutter des Jungen – als Kleinkind aus einem Fenster und starb. Von diesem Schock hat sich Lúcio nie wieder erholt. Er zog sich gänzlich aus der Öffentlichkeit zurück und begann vor den Toren der Stadt Olhao mit dem Bau eines Chalets, des Chalets de Marim, in einem Kiefernwald gelegen. Dieses mit der Quita da Regaleira in Sintra vergleichbare, die neosymbolistische Architektur in Portugal repräsentierend, wurde sein Rückzugsort, sein geistiger Hort, wie er es nannte. Dort schrieb er viele Gedichte und konzentrierte sich auf Natur und Seele. Das Chalet ist viereckig, besteht aus drei Etagen und hat vier Treppen als Zugang. Ein symbolistisches Dachfenster rundet dieses exzentrische Gebäude ab. Die Treppen haben die Form einer Schlange, einer Gitarre, einer Violine und eines Fisches.
Am 27. Oktober 1918 starb João Lúcio im Alter von 38 Jahren an den Folgen einer Lungeninfektion infolge einer in der Stadt grassierenden Epidemie.

## Werk
- Descendo, Lyrik, 1901.
- O meu Algarve, Lyrik,  1905.
- Na asa do sonho, Lyrik, 1913.
- Impressões de Viagens (Reisebuch), o. J.
- Vento de Levante, (Reisebuch), o. J.
- Espalhando fantasmas, Lyrik, 1921, (posthum).